# Estancia de los Berumen
Estancia de los Berumen är en ort i Mexiko.   Den ligger i kommunen Tepetongo och delstaten Zacatecas, i den centrala delen av landet, 500 km nordväst om huvudstaden Mexico City. Estancia de los Berumen ligger 2 048 meter över havet och antalet invånare är 145.
Terrängen runt Estancia de los Berumen är kuperad åt nordväst, men åt sydost är den platt. Runt Estancia de los Berumen är det glesbefolkat, med 14 invånare per kvadratkilometer. Närmaste större samhälle är Jomulquillo, 19,8 km nordost om Estancia de los Berumen. I omgivningarna runt Estancia de los Berumen växer huvudsakligen savannskog.